# Campeonato da Europa de Atletismo de 2010 - 110 m com barreiras masculino
A prova dos 110 metros com barreiras masculino do Campeonato da Europa de Atletismo de 2010 foi disputada entre os dias 29 e 30 de julho de 2010 no Lluís Companys em Barcelona,  na Espanha. 

## Recordes
Antes desta competição, os recordes mundiais e do campeonato nesta prova eram os seguintes:
|                       | Nome          | Nacionalidade | Tempo | Local     | Data                 |
| --------------------- | ------------- | ------------- | ----- | --------- | -------------------- |
| Recorde mundial       | Dayron Robles | Cuba          | 12s87 | Ostrava   | 12 de junho de 2008  |
| Recorde do campeonato | Colin Jackson | Reino Unido   | 13s02 | Budapeste | 22 de agosto de 1998 |
| Recorde europeu       | Colin Jackson | Reino Unido   | 12s91 | Estugarda | 20 de agosto de 1993 |

## Medalhistas
| Ouro              | Prata                 | Bronze            |
| Andy Turner (GBR) | Garfield Darien (FRA) | Dániel Kiss (HUN) |

## Cronograma
Todos os horários são locais (UTC+2).
| Data        | Hora  | Evento    |
| ----------- | ----- | --------- |
| 29 de julho | 10:45 | Bateria   |
| 30 de julho | 18:35 | Semifinal |
| 30 de julho | 19:50 | Final     |

## Resultados

### Bateria
Qualificação: 3 atletas de cada bateria  (Q) mais os  4 melhores qualificados (q).
Bateria 1
| Posição | Raia | Atleta                 | Nacionalidade | Reação | Tempo | Notas |
| ------- | ---- | ---------------------- | ------------- | ------ | ----- | ----- |
| 1       | 8    | Dimitri Bascou         | França        |        | 13.65 | Q     |
| 2       | 3    | Artur Noga             | Polónia       |        | 13.68 | Q     |
| 3       | 2    | Jackson Quiñónez       | Espanha       |        | 13.78 | Q     |
| 4       | 6    | Konstadínos Douvalídis | Grécia        |        | 13.80 |       |
| 5       | 5    | Gregory Sedoc          | Países Baixos |        | 13.95 |       |
| 6       | 7    | Stefano Tedesco        | Itália        |        | 13.96 |       |
| 7       | 4    | Balázs Baji            | Hungria       |        | 14.01 |       |

Bateria 2
| Posição | Raia | Atleta                 | Nacionalidade | Reação | Tempo | Notas                |
| ------- | ---- | ---------------------- | ------------- | ------ | ----- | -------------------- |
| 1       | 1    | Andy Turner            | Reino Unido   |        | 13.48 | Q                    |
| 2       | 4    | Philip Nossmy          | Suécia        |        | 13.71 | Q                    |
| 3       | 3    | Ladji Doucouré         | França        |        | 13.82 | Q                    |
| 4       | 6    | Martin Mazác           | Chéquia       |        | 13.87 |                      |
| 5       | 8    | Alexandru Mihailescu   | Roménia       |        | 13.99 |                      |
| 6       | 7    | Alexandros Stavrides   | Chipre        |        | 14.04 | Recorde da temporada |
| 7       | 5    | Francisco Javier López | Espanha       |        | 14.15 |                      |
| -       | 2    | Stanislav Olijar       | Letônia       |        | -     | DSQ                  |

Bateria 3
| Posição | Raia | Atleta                | Nacionalidade | Reação | Tempo | Notas                |
| ------- | ---- | --------------------- | ------------- | ------ | ----- | -------------------- |
| 1       | 7    | Petr Svoboda          | Chéquia       |        | 13.50 | Q                    |
| 2       | 4    | Marcel van der Westen | Países Baixos |        | 13.58 | Q,                   |
| 3       | 3    | William Sharman       | Reino Unido   |        | 13.60 | Q                    |
| 4       | 5    | Alexander John        | Alemanha      |        | 13.61 | q                    |
| 5       | 2    | Konstantin Shabanov   | Rússia        |        | 13.73 | Recorde da temporada |
| 6       | 8    | Felipe Vivancos       | Espanha       |        | 13.82 |                      |
| 7       | 6    | Juha Sonck            | Finlândia     |        | 13.88 |                      |

Bateria 4
| Posição | Raia | Atleta            | Nacionalidade | Reação | Tempo | Notas |
| ------- | ---- | ----------------- | ------------- | ------ | ----- | ----- |
| 1       | 5    | Dániel Kiss       | Hungria       |        | 13.44 | Q     |
| 2       | 3    | Garfield Darien   | França        |        | 13.50 | Q     |
| 3       | 8    | Dominik Bochenek  | Polónia       |        | 13.58 | Q     |
| 4       | 4    | Matthias Bühler   | Alemanha      |        | 13.62 | q     |
| 5       | 6    | Maksim Lynsha     | Bielorrússia  |        | 13.65 | q,    |
| 6       | 7    | Jurica Grabusic   | Croácia       |        | 13.69 | q     |
| -       | 2    | Mantas Silkauskas | Lituânia      |        | -     | DSQ   |
| -       | 1    | David Ilariani    | Geórgia       |        | -     | DNS   |

### Semifinal
Qualificação: 3 atletas de cada bateria  (Q) mais os  2 melhores qualificados (q). 
Semifinal 1
| Posição | Raia | Atleta           | Nacionalidade | Tempo | Notas |
| ------- | ---- | ---------------- | ------------- | ----- | ----- |
| 1       | 3    | Garfield Darien  | França        | 13.39 | Q,    |
| 2       | 5    | Dániel Kiss      | Hungria       | 13.47 | Q     |
| 3       | 1    | Alexander John   | Alemanha      | 13.56 | Q     |
| 4       | 6    | Dimitri Bascou   | França        | 13.57 | q     |
| 5       | 4    | Philip Nossmy    | Suécia        | 13.87 |       |
| 6       | 7    | Dominik Bochenek | Polónia       | 14.13 |       |
| -       | 2    | Jurica Grabusic  | Croácia       | DNF   |       |
| -       | 8    | William Sharman  | Reino Unido   | DSQ   |       |

Semifinal 2
| Posição | Raia | Atleta                | Nacionalidade | Tempo | Notas |
| ------- | ---- | --------------------- | ------------- | ----- | ----- |
| 1       | 4    | Petr Svoboda          | Chéquia       | 13.44 | Q     |
| 2       | 5    | Andy Turner           | Reino Unido   | 13.50 | Q     |
| 3       | 6    | Artur Noga            | Polónia       | 13.53 | Q     |
| 4       | 3    | Marcel van der Westen | Países Baixos | 13.56 | q,    |
| 5       | 1    | Maksim Lynsha         | Bielorrússia  | 13.68 |       |
| 6       | 8    | Ladji Doucouré        | França        | 13.80 |       |
| 7       | 2    | Matthias Bühler       | Alemanha      | 13.99 |       |
| 8       | 7    | Jackson Quiñónez      | Espanha       | 14.03 |       |

### Final
| Posição           | Raia | Atleta                | Nacionalidade | Tempo | Notas                |
| ----------------- | ---- | --------------------- | ------------- | ----- | -------------------- |
| Medalha de ouro   | 4    | Andy Turner           | Reino Unido   | 13.28 | Recorde da temporada |
| Medalha de prata  | 5    | Garfield Darien       | França        | 13.34 | Recorde pessoal      |
| Medalha de bronze | 6    | Dániel Kiss           | Hungria       | 13.39 |                      |
| 4                 | 3    | Dimitri Bascou        | França        | 13.41 | Recorde pessoal      |
| 5                 | 1    | Artur Noga            | Polónia       | 13.44 |                      |
| 6                 | 8    | Petr Svoboda          | Chéquia       | 13.57 |                      |
| 7                 | 2    | Marcel van der Westen | Países Baixos | 13.58 |                      |
| 8                 | 7    | Alexander John        | Alemanha      | 13.71 |                      |

Legenda
| Recorde mundial       | Recorde mundial (World record)               |                       | Recorde africano                      | Recorde africano (African) |                                           | Q | Classificado por posição (Qualified) |
| Recorde do campeonato | Recorde do campeonato (Championship record)  | Recorde da América    | Recorde da América (Americas)         | q                          | Classificado por melhor tempo (Qualified) |   |                                      |
| Melhor marca do ano   | Melhor marca do ano (World leading)          | Recorde asiático      | Recorde asiático (Asian)              | DNS                        | Não largou (Did not start)                |   |                                      |
| Recorde nacional      | Recorde nacional (National record)           | Recorde europeu       | Recorde europeu (European)            | DNF                        | Não terminou (Did not finish)             |   |                                      |
| Recorde pessoal       | Recorde pessoal do atleta (Personal best)    | Recorde da Oceania    | Recorde da Oceania (Oceania)          | DSQ / DQ                   | Desclassificado (Disqualified)            |   |                                      |
| Recorde da temporada  | Recorde da temporada do atleta (Season best) | Recorde sul-americano | Recorde sul-americano (South America) | NM                         | Sem marca (No mark)                       |   |                                      |